# Mardsan Scharaw

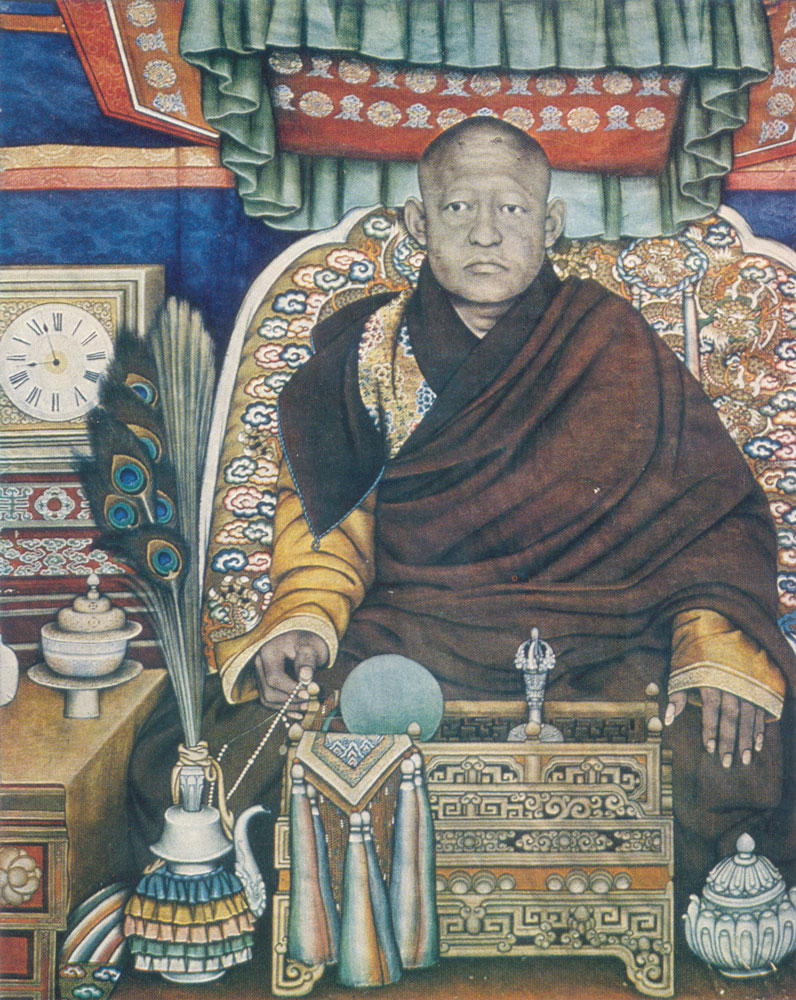
Porträt des Achten Jebtsundamba Chutugtu

Baldugiin „Mardsan“ Scharaw (mongolisch Балдугийн „Марзан“ Шарав, * 1869; † 1939) war ein mongolischer Maler.
Ihm wird oft die Einführung moderner Maltechniken zugeschrieben. Sein berühmtestes Werk ist das Monumentalgemälde Mongolyn neg ödör (Монголын нэг өдөр; deutsch: Ein Tag in der Mongolei), das in einem etwas traditionelleren Stil gehalten ist.